# FA Community Shield 2002
Lo FA Community Shield 2002, noto in italiano anche come Supercoppa d'Inghilterra 2002, è stata l'80ª edizione della Supercoppa d'Inghilterra.
Si è svolto l'11 agosto 2002 al Millennium Stadium di Cardiff tra l'Arsenal, vincitore della FA Premier League 2001-2002 e della FA Cup 2001-2002, e il Liverpool, secondo classificato nella FA Premier League 2001-2002.
A conquistare il titolo è stato l'Arsenal che ha vinto per 1-0 con rete di Gilberto Silva.

## Partecipanti
| Squadre   | Qualificazione                                                       | Partecipazioni precedenti (il grassetto indica la vittoria)                                                         |
| --------- | -------------------------------------------------------------------- | --- |
| Arsenal   | Vincitore della FA Premier League 2001-2002 e della FA Cup 2001-2002 | 15 (1930, 1931, 1933, 1934, 1935, 1936, 1938, 1948, 1953, 1979, 1989, 1991, 1993, 1998, 1999)                       |
| Liverpool | Secondo classificato nella FA Premier League 2001-2002               | 19 (1922, 1964,1965,1966, 1971, 1974, 1976, 1977, 1979, 1980, 1982, 1983, 1984, 1986, 1988, 1989, 1990, 1992, 2001) |

## Tabellino
| Arbitro: | Alan Wiley |

|                    |           |  |
| Gilberto Silva 69’ | Marcatori |  |

| Arsenal | Liverpool |

### Formazioni
| Arsenal:        |    |                    |             |     |
|                 |    |                    |             |     |
| P               | 1  | David Seaman       |             |     |
| D               | 12 | Lauren             |             |     |
| D               | 5  | Martin Keown       |             |     |
| D               | 23 | Sol Campbell       |             |     |
| D               | 3  | Ashley Cole        |             |     |
| C               | 15 | Ray Parlour        |             |     |
| C               | 4  | Patrick Vieira (c) | Ammonizione |     |
| C               | 17 | Edu                |             | 45’ |
| A               | 11 | Sylvain Wiltord    | 24’         |     |
| A               | 10 | Dennis Bergkamp    |             | 85’ |
| A               | 14 | Thierry Henry      | 44’         |     |
| A disposizione: |    |                    |             |     |
| P               | 13 | Stuart Taylor      |             |     |
| D               | 18 | Pascal Cygan       |             |     |
| D               | 20 | Matthew Upson      |             |     |
| D               | 22 | Oleh Lužnij        |             |     |
| D               | 28 | Kolo Touré         |             | 85’ |
| C               | 19 | Gilberto Silva     |             | 46’ |
| A               | 30 | Jérémie Aliadière  |             |     |
| Allenatore:     |    |                    |             |     |
| Arsène Wenger   |    |                    |             |     |

| Liverpool:      |    |                  |     |     |
|                 |    |                  |     |     |
| P               | 1  | Jerzy Dudek      |     |     |
| D               | 3  | Abel Xavier      |     | 78’ |
| D               | 4  | Sami Hyypiä      |     |     |
| D               | 2  | Stéphane Henchoz |     |     |
| D               | 30 | Djimi Traoré     |     | 88’ |
| C               | 9  | El Hadji Diouf   |     |     |
| C               | 16 | Dietmar Hamann   |     | 67’ |
| C               | 17 | Steven Gerrard   | 6’  |     |
| C               | 18 | John Arne Riise  |     |     |
| A               | 8  | Emile Heskey     |     | 74’ |
| A               | 10 | Michael Owen     |     | 85’ |
| A disposizione: |    |                  |     |     |
| P               | 22 | Chris Kirkland   |     |     |
| D               | 6  | Markus Babbel    |     | 78’ |
| D               | 23 | Jamie Carragher  |     |     |
| C               | 7  | Vladimír Šmicer  |     | 85’ |
| C               | 13 | Danny Murphy     | 82’ | 67’ |
| C               | 28 | Bruno Cheyrou    |     | 88’ |
| A               | 5  | Milan Baroš      |     | 74’ |
| Allenatore:     |    |                  |     |     |
| Gérard Houllier |    |                  |     |     |